# Cleo Massey
Cleo Massey (Launceston, 19 novembre 1993) è un'attrice e regista televisiva australiana, conosciuta per aver recitato nel ruolo di Kim Sertori nella serie televisiva H2O.

## Biografia
Figlia dell'attrice Anna Waters-Massey e sorella maggiore dell'attore Joey Massey. Inizia a recitare nel 2006, al fianco della madre nel cortometraggio Humidity Rising. Nello stesso anno viene scelta per il ruolo dell'undicenne Kim Sertori nella serie TVH2O (H2O: Just Add Water) , girando anche la seconda e la terza stagione della serie, terminata nel 2010. Nel frattempo ricopre piccole parti in Perché a me? e Monarch Cove; nel 2008 recita nel film Vigilante di Aash Aaron e nella successiva pellicola del regista, I.C.U., nel 2009. Dal 2010 la Massey decide di dedicarsi soltanto alle riprese di cortometraggi, seguendo le orme della madre. Nel 2015 intraprende una carriera da regista, dirigendo la serie Stage Mums.

## Filmografia

### Televisione
- Perché a me? (Mortified) – serie TV, episodio 1x02 (2006)
- Monarch Cove – serie TV, 4 episodi (2006)
- H2O (H2O: Just Add Water) – serie TV, 40 episodi (2006-2010)
- Dynamic Pizza, regia di Dean Mayer – miniserie TV, episodio 1x02 (2015)

### Cinema
- Humidity Rising, regia di Louise Alston – cortometraggio (2006)
- Vigilante, regia di Aash Aaron (2008)
- I.C.U., regia di Aash Aaron (2009)
- The Little Things, regia di Neil McGregor (2010)
- Futility, regia di Wayne Bradford – cortometraggio (2010)
- People Watching, regia di Neil McGregor – cortometraggio (2011)
- I'm Home, regia di Mitch Ziems – cortometraggio (2012)
- Denial, regia di Bradley Murnane – cortometraggio (2013)
- Free You Be You, regia di Tom McSweeney – cortometraggio (2013)